# U-420
U-420 — средняя немецкая подводная лодка типа VIIC времён Второй мировой войны. Была потеряна в 1943 году, во время второго боевого задания, не повредив ни одного корабля противника.

## История

### Постройка
Постройка была заказана 20 января 1941 года в верфи Данцига, где была заложена 3 декабря под заводским номером 121. 18 августа была спущена на воду, а 16 декабря — принята в строй восьмой флотилии под командованием обер-лейтенанта Ганса-Юргена Ризе.

### Служба
С 16 декабря 1942 года по 30 июня 1943 года числилась в составе восьмой флотилии, 1 июля 1943 года была переведена в состав одиннадцатой флотилии.

#### Первое плавание
В первое плавание вышла из Киля 12 июня 1943 года и прибыла в Лорьян 16 июля. Она проплыла вокруг берегов Норвегии, и Шотландии. 3 июля была атакована канадским B-24. Торпеда убила двух человек и ранила еще одного.

#### Второе плавание
9 октября 1943 года отправилась во второй патруль. Последний сигнал от лодки поступил 20 октября. После неудачных попыток восстановить связь была признана пропавшей. На борту находились 49 человек. Изначально предполагалось, что она была потоплена 26 октября в результате атаки канадского самолёта, но позже было установлено, что подводной лодкой, принятой за U-420, была U-91, которая даже не получила повреждений.